# Paraschiv Vasilescu
Paraschiv Vasilescu (14. ožujka 1864. - Bukurešt, 1925.) je bio rumunjski general i vojni zapovjednik. Rođen je 14. ožujka 1864. godine. Od ožujka 1904. do travnja 1905. zapovijedao je Graničnom policijom. Nakon ulaska Rumunjske u rat na strani Antante postaje zapovjednikom 14. divizije. Navedena divizija nalazila se u sastavu 4. armije kojom je zapovijedao Constantin Prezan, te u sklopu iste Vasilescu sudjeluje u Bitci za Transilvaniju. Dana 21. listopada 1916. imenovan je zapovjednikom 1. armije zamijenivši na tom mjestu Nicolae Petalu. Navedenom armijom zapovijeda tijekom Bitke kod Targu Jiua. Nakon poraza u predmetnoj bitci Vasilescu je 11. studenog 1916. smijenjen s mjesta zapovjednika 1. armije, te ga je na tom mjestu zamijenio Constantin Prezan. Tijekom 1917. i 1918. godine zapovijedao je III. korpusom.
Preminuo je 1925. godine u 61. godini života u Bukureštu.